# 드미트리 유시케비치
드미트리 세르게예비치 유시케비치(러시아어: Дми́трий Серге́евич Юшке́вич, 1971년 11월 19일~)는 소련과 러시아의 아이스하키 선수, 지도자로 포지션은 수비수이다. 소련 아이스하키 선수권 대회의 토르페도 야로슬라블와 디나모 모스크바에서 뛰었으며, 소련 해체 후에는 내셔널 하키 리그(NHL)의 필라델피아 플라이어스, 플로리다 팬서스, 로스앤젤레스 킹스 소속으로 활약했다. 그는 NHL에서 통산 786경기에 출전하였다.
1992년 동계 올림픽에서 독립국가연합의 일원으로 금메달을 획득했다. 이후 러시아 국가대표팀의 일원으로 1993년 세계 아이스하키 선수권 대회에서 우승했고, 1998년 동계 올림픽에서 은메달을 획득했다.